# Castelnuovo del Garda
Castelnuovo del Garda é uma comuna italiana da região do Vêneto, província de Verona, com cerca de 8.612 habitantes. Estende-se por uma área de 34,68 km², tendo uma densidade populacional de 253 hab/km². Faz fronteira com Bussolengo, Lazise, Peschiera del Garda, Sirmione (BS), Sona, Valeggio sul Mincio.

## Demografia
| Variação demográfica do município entre 1861 e 2011                               |
|                                                                                   |
| Fonte: Istituto Nazionale di Statistica (ISTAT) - Elaboração gráfica da Wikipedia |